# Níctimo
Níctimo, na mitologia grega, foi o filho mais velho de Licaão e sucedeu seu pai como rei da Arcádia. Durante seu reinado, seus irmãos fundaram várias cidades, que recebem nomes alusivos aos seus fundadores.
O irmão mais novo de Níctimo, Enotro, conseguiu dinheiro e homens de Níctimo, cruzou o mar até a Itália e ocupou a Enótria. Pelos cálculos de Pausânias, esta foi a primeira colônia fundada a partir da Grécia.
Licaão era pai de inúmeros filhos, em torno de cinquenta. Os filhos de Licaón eram tão cruéis quanto o pai e se tornaram famosos por sua insolência e seus crimes. Tão logo ficou sabendo das barbaridades dos filhos de Licaón, Zeus se disfarçou de um velho mendigo e foi ao palácio dos Licaónidas para comprovar os rumores. Os jovens príncipes tiveram a ousadia de assassinar o próprio irmão, Níctimo e servir suas entranhas ao hóspede, misturadas com entranhas de animais.
Zeus descobriu a crueldade e enfurecido converteu todos em lobos, exilando-os, poupando apenas Calisto, a bela ninfa filha de Licaão por quem Zeus se apaixonou, tendo com ela o filho Arcas. Zeus devolveu a vida a Níctimo que sucedeu seu pai no reino da Arcadia. No reinado de Níctimo aconteceu o dilúvio, pois Zeus já estava muito entristecido e desapontado com os seres humanos.
Níctimo foi sucedido por Arcas, filho de sua irmã Calisto com Zeus.